# 関ケ原町立玉小学校
関ケ原町立玉小学校 （せきがはらちょうりつ　たましょうがっこう）は、かつて岐阜県不破郡関ケ原町に存在した公立小学校。

## 概要
- 旧・不破郡玉村の小学校であった。1978年、玉小学校校区と関ケ原小学校（1978年に関ケ原南小学校に改称）校区の一部を新たな校区とした関ケ原北小学校の開設により廃校。
- 跡地は北部集落センターなどになっている。一画には閉校記念碑、二宮金次郎がある。

## 沿革
- 1873年（明治6年） - 玉村に駸々支校が開校。
- 1874年（明治7年） - 玉邑学校に改称する。
- 1886年（明治19年） - 玉簡易科小学校に改称する。
- 1888年（明治21年） - 玉尋常小学校に改称する。
- 1893年（明治26年） - 補習科を設置。
- 1923年（大正12年） - 農業補習科を設置。
- 1926年（大正15年） - 青年訓練所を設置。
- 1935年（昭和10年） - 農業補習学校及び青年訓練所を廃止。青年学校を設置。
- 1941年（昭和16年）4月1日 - 玉国民学校に改称する。
- 1947年（昭和22年）4月1日 - 玉村立玉小学校に改称する。
- 1948年（昭和23年） - 校舎を新築する。
- 1954年（昭和29年）9月1日 - 関ケ原町、玉村、今須村及び岩手村の一部が合併し、関ケ原町となる。同時に関ケ原町立玉小学校に改称する。
- 1956年（昭和31年） - 雨天体操場が完成。
- 1960年（昭和35年） - 校舎を増築する。
- 1978年（昭和53年）3月31日 - 廃校。